# 멕시코 U-23 축구 국가대표팀
멕시코 U-23 축구 국가대표팀(스페인어: Selección de fútbol sub-23 de México)은 하계 올림픽, 팬아메리칸 게임, 툴롱 대회 등의 대회 및 해당 대회의 지역별 예선전에서 멕시코를 대표로 출전하는 23세 이하 축구 대표팀이다.

## 개요
선수단은 23세 이하 선수들로 한정되어 있으나 예외적으로 올림픽에선 나이 제한을 초과한 선수(와일드카드) 3명까지 구성이 가능하며 멕시코 U-23 대표팀은 멕시코 축구를 관장하는 멕시코 축구 연맹의 관리를 받는다.

## 국제 대회 경력

### 하계 올림픽
1992년 대회 첫 출전을 시작으로 6번의 올림픽 본선에 출전하여 2012년 대회에서 멕시코 축구 역사상 첫 올림픽 금메달을 획득했고코로나19 범유행으로 1년 연기된 2020년 대회에서는 동메달을 수확하며 9년만의 올림픽 메달 획득에 성공했다.

### 팬아메리칸 게임
1999년 대회에 처음으로 출전한 이후 현재까지 6회 연속 팬아메리칸 게임 본선에 참가하여 금메달 2개(1999년, 2011년), 은메달 1개(2015년), 동메달 3개(2003년, 2007년, 2019년)를 획득하며 참가한 6번의 대회에서 모두 메달 획득의 성과를 거두면서 북중미 축구 강호다운 면모를 선보이고 있다.

## 경기 결과 및 일정
표
  승
  무
  패
  일정

### 2021년
| 2020년 하계 올림픽 A조 2021년 7월 22일 | 멕시코                                              | 4 – 1                        | 프랑스              | 도쿄 스타디움, 조후                             |  |  |
| 17:00                                  | 베가 47′ · 코르도바 55′ · 안투나 80′ · 아기레 90+1′ | Report (TOCOG) Report (FIFA) | 지냐크 69′ (페널티) | 관중 수: 0명 심판: 크리스 비스 (오스트레일리아) |  |  |
|                                        |                                                     |                              |                     |                                                 |  |  |

| 2020년 하계 올림픽 A조 2021년 7월 25일 | 일본                        | 2 - 1                        | 멕시코       | 사이타마 스타디움 2002, 사이타마 |  |  |
| 20:00                                  | 구보 6′ · 도안 11′ (페널티) | 리포트 (TOCOG) 리포트 (FIFA) | 알바라도 85′ | 심판: 아르투르 소아레스 디아스   |  |  |
|                                        |                             |                              |              |                                  |  |  |

| 2020년 하계 올림픽 A조 7월 28일 | 남아프리카 공화국 | 0–3                        | 멕시코                               | Sapporo, Japan                                                  |  |  |
| 20:30 (UTC+9)                   |                   | Report (FIFA) Report (FMF) | - 베가 18′ - 로모 45+1′ - 마르틴 60′ | 경기장: 삿포로 돔 관중 수: 0 심판: Matthew Conger (New Zealand) |  |  |
|                                 |                   |                            |                                      |                                                                 |  |  |

| 2021년 7월 31일 | 대한민국                       | 3 – 6                        | 멕시코                                                               | 요코하마 국제 종합 경기장, 요코하마 |  |  |
| 20:00           | 이동경 20′, 51′ · 황의조 90+1′ | 리포트 (TOCOG) 리포트 (FIFA) | 마르틴 12′, 54′ · 로모 30′ · 코르도바 39′ (페널티), 63′ · 아기레 84′ | 심판: 오렐 그린펠드 (이스라엘)      |  |  |
|                 |                                |                              |                                                                      |                                     |  |  |

| 2020년 하계 올림픽 준결승 2021년 8월 3일     | 멕시코 | 0 - 0 (연장) (1 - 4 승부차기)                             | 브라질 | 이바라키 현립 가시마 사커 스타디움, 가시마 |  |  |
| 17:00                                        |        |                                                           |        | 관중 수: 0                                 |  |  |
|                                              |        | 승부차기                                                  |        |                                            |  |  |
| 아기레 · 호안 바스케스 · 카를로스 로드리게스 |        | 다니 알베스 · 마르티넬리 · 브루누 기마랑이스 · 헤이니에르 |        |                                            |  |  |
|                                              |        |                                                           |        |                                            |  |  |

| 2020년 하계 올림픽 3위 2021년 8월 6일 | 멕시코                                                                   | 3-1 | 일본              | 사이타마 스타디움 2002, 사이타마 |  |  |
| 18:00                                 | 세바스티안 코르도바 13′ (페널티) · 호안 바스케스 22′ · 알렉시스 베가 58′ |     | 78′ 미토마 가오루 | 관중 수: 0                       |  |  |
|                                       |                                                                          |     |                   |                                  |  |  |

- 멕시코 공식 결과 및 일정 – FMF.mx

## 선수단

### 현재 선수단
다음 22명 선수들은 2020년 하계 올림픽 최종 로스터에 이름 올렸다.
| * 와일드카드 선수. \| 1 \| GK \| 루이스 말라곤 \| 1997년 3월 2일(24세) \| 넥칵사 \| \| \| \| 13 \| GK \| 기예르모 오초아* \| 1985년 7월 13일(35세) \| 아메리카 \| \| \| \| 22 \| GK \| 세바스티안 후아르도 \| 1997년 9월 28일(23세) \| 크루스 아술 \| \| \| \| \| \| \| \| \| \| \| \| 2 \| DF \| 호르헤 산체스 \| 1997년 12월 10일(23세) \| 아메리카 \| \| \| \| 3 \| DF \| 세사르 몬테스 \| 1997년 2월 24일(24세) \| 몬테레이 \| \| \| \| 4 \| DF \| 알베르토 앙굴로 \| 1998년 1월 30일(23세) \| 아틀라스 \| \| \| \| 5 \| DF \| 호안 바스케스 \| 1998년 10월 22일(21세) \| UNAM \| \| \| \| 6 \| DF \| 블라디미르 로로나 \| 1998년 11월 16일(22세) \| 티후아나 \| \| \| \| 12 \| DF \| 아드리안 모라 \| 1997년 8월 15일(23세) \| 후아레스 \| \| \| \| 14 \| DF \| 에릭 아기레 \| 1997년 2월 23일(24세) \| 몬테레이 \| \| \| \| \| \| \| \| \| \| \| \| 7 \| MF \| 루이스 로모* \| 1995년 6월 5일(26세) \| 크루스 아술 \| \| \| \| 8 \| MF \| 카를로스 로드리게스 \| 1997년 1월 3일(24세) \| 몬테레이 \| \| \| \| 10 \| MF \| 디에고 라이네스 \| 2000년 6월 9일(21세) \| 베티스 \| \| \| \| 15 \| MF \| 우리엘 안투나 \| 1997년 8월 21일(23세) \| 과달라하라 \| \| \| \| 16 \| MF \| 호세 호아킨 에스키벨 \| 1998년 1월 7일(23세) \| 후아레스 \| \| \| \| 17 \| MF \| 세바스티안 코르도바 \| 1997년 6월 12일(24세) \| 아메리카 \| \| \| \| 19 \| MF \| 리카르도 앙굴로 \| 1997년 2월 20일(24세) \| 과달라하라 \| \| \| \| 20 \| MF \| 페르난도 벨트란 \| 1998년 5월 8일(23세) \| 과달라하라 \| \| \| \| 21 \| MF \| 로베르토 알바라도 \| 1998년 9월 7일(22세) \| 크루스 아술 \| \| \| \| \| \| \| \| \| \| \| \| 9 \| FW \| 헨리 마르틴* \| 1992년 11월 18일(28세) \| 아메리카 \| \| \| \| 11 \| FW \| 알렉시스 베가 \| 1997년 11월 25일(23세) \| 과달라하라 \| \| \| \| 18 \| FW \| 에두아르도 아기레 \| 1998년 8월 3일(22세) \| 산토스 라구나 \| \| \| \| \| \| \| \| \| \| \| |      |                      |                        |               |  |  |
| 번호 | 위치 | 선수                 | 생일 (나이)            | 소속          |  |  |
| 1 | GK   | 루이스 말라곤        | 1997년 3월 2일(24세)   | 넥칵사        |  |  |
| 13 | GK   | 기예르모 오초아*     | 1985년 7월 13일(35세)  | 아메리카      |  |  |
| 22 | GK   | 세바스티안 후아르도  | 1997년 9월 28일(23세)  | 크루스 아술   |  |  |
| |      |                      |                        |               |  |  |
| 2 | DF   | 호르헤 산체스        | 1997년 12월 10일(23세) | 아메리카      |  |  |
| 3 | DF   | 세사르 몬테스        | 1997년 2월 24일(24세)  | 몬테레이      |  |  |
| 4 | DF   | 알베르토 앙굴로      | 1998년 1월 30일(23세)  | 아틀라스      |  |  |
| 5 | DF   | 호안 바스케스        | 1998년 10월 22일(21세) | UNAM          |  |  |
| 6 | DF   | 블라디미르 로로나    | 1998년 11월 16일(22세) | 티후아나      |  |  |
| 12 | DF   | 아드리안 모라        | 1997년 8월 15일(23세)  | 후아레스      |  |  |
| 14 | DF   | 에릭 아기레          | 1997년 2월 23일(24세)  | 몬테레이      |  |  |
| |      |                      |                        |               |  |  |
| 7 | MF   | 루이스 로모*         | 1995년 6월 5일(26세)   | 크루스 아술   |  |  |
| 8 | MF   | 카를로스 로드리게스  | 1997년 1월 3일(24세)   | 몬테레이      |  |  |
| 10 | MF   | 디에고 라이네스      | 2000년 6월 9일(21세)   | 베티스        |  |  |
| 15 | MF   | 우리엘 안투나        | 1997년 8월 21일(23세)  | 과달라하라    |  |  |
| 16 | MF   | 호세 호아킨 에스키벨 | 1998년 1월 7일(23세)   | 후아레스      |  |  |
| 17 | MF   | 세바스티안 코르도바  | 1997년 6월 12일(24세)  | 아메리카      |  |  |
| 19 | MF   | 리카르도 앙굴로      | 1997년 2월 20일(24세)  | 과달라하라    |  |  |
| 20 | MF   | 페르난도 벨트란      | 1998년 5월 8일(23세)   | 과달라하라    |  |  |
| 21 | MF   | 로베르토 알바라도    | 1998년 9월 7일(22세)   | 크루스 아술   |  |  |
| |      |                      |                        |               |  |  |
| 9 | FW   | 헨리 마르틴*         | 1992년 11월 18일(28세) | 아메리카      |  |  |
| 11 | FW   | 알렉시스 베가        | 1997년 11월 25일(23세) | 과달라하라    |  |  |
| 18 | FW   | 에두아르도 아기레    | 1998년 8월 3일(22세)   | 산토스 라구나 |  |  |
| |      |                      |                        |               |  |  |

## 역대 감독
| 감독        | 임기 |
| ----------- | ---- |
| 우고 산체스 | 2008 |

## 수상
주요 대회
- 하계 올림픽
  - 금메달 (1회): 2012
    - 동메달 (1회): 2020
- CONCACAF 올림픽 남자 축구 예선 대회
  - 우승 (8회):1964, 1972, 1976, 1996, 2004, 2012, 2015, 2020
  - 준우승 (1회): 1992

소규모 대회
- 팬아메리칸 게임
  - 금메달 (2회): 1999, 2011
  - 은메달 (1회): 2015
  - 동메달 (3회): 2003, 2007, 2019
- 중앙아메리카·카리브해 경기 대회
  - 금메달 (1회): 1990
- 툴롱 대회
  - 우승 (1회): 2012
  - 준우승 (1회): 2018
  - 3위 (2회): 1976, 2019
- 1979년 하계 유니버시아드
  - 우승 (1회): 1979
  - 3위 (1회): 2016

## 대회 기록

### 올림픽
1984년 대회 이전엔, 올림픽에서 축구 종목은 아마추어 선수들만이 출전했었다. 1984년 대회에, 프로 선수들이 처음으로 출전이 허용되었다.
1992년 대회부터, 23세 이하로 출전 제한이 생겼고, 1996년 대회부터, 선수단에 최대 3명까지 연령 제한을 넘긴 선수들의 출전이 허용되었다.
| 하계 올림픽 기록 | 하계 올림픽 기록 | 하계 올림픽 기록 | 하계 올림픽 기록 | 하계 올림픽 기록 | 하계 올림픽 기록 | 하계 올림픽 기록 | 하계 올림픽 기록 | 하계 올림픽 기록 |
| 연도             | 결과             | 순위             | 경기 수          | 승               | 무               | 패               | 득점             | 실점             |
| ---------------- | ---------------- | ---------------- | ---------------- | ---------------- | ---------------- | ---------------- | ---------------- | ---------------- |
| 1992             | 조별 리그        | 10위             | 3                | 0                | 3                | 0                | 3                | 3                |
| 1996             | 8강              | 7위              | 4                | 1                | 2                | 1                | 2                | 3                |
| 2000             | 지역예선 탈락    | 지역예선 탈락    | 지역예선 탈락    | 지역예선 탈락    | 지역예선 탈락    | 지역예선 탈락    | 지역예선 탈락    | 지역예선 탈락    |
| 2004             | 조별 리그        | 10위             | 3                | 1                | 1                | 1                | 3                | 3                |
| 2008             | 지역예선 탈락    | 지역예선 탈락    | 지역예선 탈락    | 지역예선 탈락    | 지역예선 탈락    | 지역예선 탈락    | 지역예선 탈락    | 지역예선 탈락    |
| 2012             | 우승             | 1위              | 6                | 5                | 1                | 0                | 12               | 4                |
| 2016             | 조별 리그        | 9위              | 3                | 1                | 1                | 1                | 7                | 4                |
| 2020             | 동메달           | 3위              | 6                | 4                | 1                | 1                | 17               | 7                |
| 2024             | 지역예선 탈락    | 지역예선 탈락    | 지역예선 탈락    | 지역예선 탈락    | 지역예선 탈락    | 지역예선 탈락    | 지역예선 탈락    | 지역예선 탈락    |
| 2028             | 미정             | 미정             | 미정             | 미정             | 미정             | 미정             | 미정             | 미정             |
| 2032             | 미정             | 미정             | 미정             | 미정             | 미정             | 미정             | 미정             | 미정             |
| 종합             | 금메달 1         | 6/8              | 19               | 8                | 8                | 3                | 27               | 17               |

## 같이 보기
- 멕시코 축구 국가대표팀